# 艾莉森·皮克
艾莉森·皮克（英語：Alison Peek，1969年10月12日—），澳大利亚女子曲棍球运动员。她曾代表澳大利亚国家队参加1992年和2000年夏季奥林匹克运动会曲棍球比赛，其中2000年奥运会获得一枚金牌。